# 畑野智美
畑野 智美（はたの ともみ、1979年 5月19日- ）は、日本の小説家。東京都世田谷区出身。桐光学園中学校・高等学校、東京女学館短期大学国際文化学科卒業。

## 経歴
漫画喫茶、新聞社、映画館、出版社（白夜書房）などでアルバイトをしながら小説家を目指す。20歳のときに演劇のワークショップにて声優の能登麻美子と知り合う。
2010年、「国道沿いのファミレス」で第23回小説すばる新人賞受賞。2011年、同作で小説家デビュー。2013年、『海の見える街』で第34回吉川英治文学新人賞候補。2014年、『南部芸能事務所』で第35回吉川英治文学新人賞候補。

## 作品リスト

### 単行本

#### 南部芸能シリーズ
- 南部芸能事務所（2013年6月 講談社 / 2016年3月 講談社文庫）
  - 収録作品：コンビ / ラブドール / 中間地点 / グレープフルーツジュース / 歯車 / クリスマスツリー / サンパチ
- メリーランド（2014年5月 講談社/ 2016年4月 講談社文庫））
  - 収録作品：ギャラ / ファンシー / トリオ / インターバル / シフト / 相方 / 二人の名前
- 春の嵐（2015年6月 講談社　/ 2017年5月 講談社文庫）
  - 収録作品：プロ / 姉と弟 / 家族 / 一人暮らし / 東京 / ピン芸人 / 春の嵐
- オーディション(2016年5月 講談社 / 2018年5月 講談社文庫）
- コンビ（2017年6月 講談社 / 2019年10月 講談社文庫）
  - 収録作品：コンビ / ラブドール / 中間地点 / ファンシー / 歯車 / 南部芸能事務所 / サンパチ

#### その他
- 国道沿いのファミレス（2011年2月 集英社 / 2013年5月 集英社文庫）
- 夏のバスプール（2012年7月 集英社 / 2015年5月 集英社文庫）
- 海の見える街（2012年12月 講談社 / 2015年9月 講談社文庫）
  - 収録作品：マメルリハ / ハナビ / 金魚すくい / 肉食うさぎ
- 運転、見合わせ中（2014年8月 実業之日本社 / 2017年4月 実業之日本社文庫）
  - 収録作品：大学生は、駅の前 / フリーターは、ホームにいた / デザイナーは、電車の中 / OLは、電車の中 / 引きこもりは、線路の上 / 駅員は、線路の上
- ふたつの星とタイムマシン（2014年10月 集英社 / 2016年11月 集英社文庫 / 2023年1月 小学館文庫）
  - 収録作品：過去ミライ / 熱いイシ / 自由ジカン / 瞬間イドウ / 友達バッジ / 恋人ロボット / 惚れグスリ
- 夏のおわりのハル（2015年3月 講談社）
- みんなの秘密（2015年8月 新潮社）
- 感情8号線（2015年10月 祥伝社 / 2017年1月 祥伝社文庫）
- 罪のあとさき(2016年9月 双葉社 / 2019年11月 双葉文庫)
- タイムマシンでは、行けない明日(2016年11月 集英社 / 2023年2月 小学館文庫)
- 家と庭（2017年2月 KADOKAWA / 2020年2月 角川文庫)
- 消えない月(2017年9月 新潮社 / 2021年9月 角川文庫)
- シネマコンプレックス(2017年11月 光文社 / 2020年10月 光文社文庫）
- 大人になったら、(2018年3月 中央公論新社 / 2022年1月 中公文庫)
- 水槽の中（2018年7月 KADOKAWA / 2022年3月 角川文庫)
- 神さまを待っている(2018年10月 文藝春秋 / 2021年10月 文春文庫）
- 若葉荘の暮らし（2022年9月 小学館）
- トワイライライト（2023年3月 twililight）